# Brasas do Forró
Brasas do Forró, é uma banda de forró eletrônico brasileira, formada em Fortaleza, em meados de 1989, sob a liderança do sanfoneiro Ivanildo Façanha Moreira (In Memoriam), popularmente conhecido como Didi.

## Informações gerais
A banda, liderada pelos vocalistas Assum Preto, Zé Airton e Rafael Bessa, é reconhecida nacionalmente por ter sido pioneira na fusão do forró nordestino com o vanerão gaúcho, originando o ritmo denominado forronerão. Ao longo de sua trajetória, acumulou sucessos que permanecem populares, como “Pra Recomeçar”, “Pergunta sem Resposta”, “Todo Tempo é Pouco pra Te Amar”, “Irreverência” e “Tão Pedindo um Vanerão”, entre outros.

## História

### 1982-1989: Fase inicial
Tudo começa em 1982 quando Didi monta a banda Só Cinco, conjunto que se apresentava pelo Ceará com um forró bem tradicional, tocando sucessos de outros artistas regionais. 

### 1997: A origem do"forronerão"
Em 1996, já com o nome Brasas do Forró, conheceram o produtor musical Assis Monteiro, dono da A.M. Produções, dando início a uma das parcerias mais bem sucedidas do seguimento do forró no nordeste.
Foi através da produtora Virgínia Guimarães, em São Paulo, que conheceram Gaúcho da Fronteira e dessa parceria surgiu o "forronerão" (mistura de forró nordestino com o ritmo gaúcho vanerão), que pouco tempo depois se tornaria a marca registrada da banda.
O primeiro álbum foi gravado no ano de 1997, pela gravadora Somzoom, em Fortaleza, intitulado "Calorão - Live", tendo à frente os vocalistas Toca do Vale, Ventura Neto e Marileide.

### 1998-2002: O auge
Em 1998, a banda grava seu segundo álbum, intitulado "Belo Cinquentão no Vanerão". O bordão "Puxa o fole Didi", criado pelo vocalista Toca do Vale, já era uma marca registrada nos shows.

#### 1999: Parceria com Gaúcho da Fronteira e o CDForronerão Ao Vivo
Em 1999, a banda Brasas do Forró se uniu ao cantor de música nativista Gaúcho da Fronteira na gravação do álbum “Forronerão ao Vivo”, lançado pela gravadora Warner Music. A música que deu nome ao álbum fala, de modo descontraído, da mistura dos dois gêneros regionais, que se aproximam pela presença da sanfona como instrumento central. Esse álbum faz com que a banda ganhe projeção nacional. nesse mesmo ano, Ventura Neto deixa a banda e entra Zé Airton.

##### CDsSuper IV,Ao Vivo Ie saída de Toca do Vale
No mesmo ano a banda gravou o seu quarto CD, intitulado "Super IV". Tal disco renderia a banda o Disco de Ouro, pela simbólica venda de mais de 100.000 cópias. Este álbum, trouxe em especial, algumas das canções mais conhecidas da banda, como "Todo Tempo É Pouco Pra Te Amar", que é uma regravação da dupla Gilberto & Gilmar e "Pergunta Sem Resposta", que é uma regravação da banda Os Três do Nordeste. Ainda no mesmo ano a banda grava o quinto álbum da sua carreira, intitulado "Ao Vivo I" em Fortaleza. Vale citar que este é até hoje o álbum mais bem sucedido do grupo, atingindo a impressionante marca de 1 milhão e meio de cópias vendidas.  

#### 2000: CDVolume Ve a chegada de Assum Preto
No final do ano 2000, Toca do Vale deixa a banda para seguir carreira solo e Assum Preto, recém desligado da banda Os 3 do Nordeste, assume seu lugar. Com a chegada de Assum Preto a banda grava seu sexto álbum, intitulado "Volume V", com os singles "Irreverência", "Eu te amei" e "Maria Tchá Tchá Tchá".
Um adendo: se levarmos em consideração apenas os álbuns de estúdio, este é o quinto álbum, porém é considerado o sexto pois o álbum "Ao Vivo I" foi gravado antes dele. 

#### 2001: CDsAo Vivo II,Ao Vivo IIIe o sucesso"Pra Recomeçar"
No começo de 2001 vem o sétimo álbum, intitulado "Ao Vivo II", com o single "Pra Recomeçar", de autoria de Marquinhos Maraial e Beto Caju, o qual também renderia Disco de Platina pelas suas mais de 500 mil cópias vendidas. No ano seguinte, a banda grava o álbum "Ao Vivo III", o oitavo de sua carreira. A essa altura, a banda Brasas do Forró já fazia shows em vários estados do Brasil. 

#### 2002: CD Ao Vivo IV e a saída de Zé Airton
Em 2002, Hélio Barbosa chega pra somar aos vocais e a banda grava o CD "Ao Vivo IV". No ano seguinte, Zé Airton deixa a banda e Leandro Mendes entra em seu lugar. A banda grava o volume 10. Este álbum não teve tanta representatividade, a não ser pela canção "Coração Turista", que era interpretada pelos quatro vocalistas. Leandro Mendes e Marileide deixam os vocais da banda e entra Marli Nogueira.  

### 2004-2015: Várias mudanças no quadro de vocalistas

#### 2004: A saída de Assum Preto
Em 2004, para comemorar 15 anos de carreira, a banda grava seu décimo primeiro álbum ao vivo na cidade de São Luís, no Maranhão. No final do ano, Assum Preto se desliga da banda e entram Nerivaldo e Cláudio Black e a banda entra em estúdio para grava o CD "Catineirão: A nova Onda do Vanerão".  

#### 2005: Gravação do primeiro DVD
Em 2005, lançam mais dois álbuns: "É Brasil" e "O Melhor de Todos os Tempos". No ano seguinte, Hélio Barbosa deixa a banda e entram Junior Raidan e Wenya Araújo. A banda grava seu volume 15 e, alguns meses depois, a banda grava seu primeiro DVD em Caruaru, Pernambuco. Após o lançamento do DVD, Junior Raidan, e Marli deixam a banda. Zé Airton retorna a banda e se junta a Nerivaldo, Claudio e Wenya. Com essa formação, lançam o décimo sexto álbum, ao vivo no Clube do Vaqueiro, em Fortaleza, no ano de 2006. Neste CD, Renato Ravel, até então tecladista da banda, emprestou sua voz em duas faixas do disco.

#### 2008: Gravação do segundo DVD
Em 2008, a banda grava seu volume 17, intitulado "O Sucesso que Nunca Acaba". Wenya se desliga da banda e entra Lince dos Santos, ex-Capital do Sol. Didi participa da gravação do 2º DVD em Recife, Pernambuco e, depois, se afasta da banda devido a problemas de saúde, passando a se apresentar com a banda apenas em ocasiões especiais. No ano seguinte, com a queda na venda de CDs devido ao aumento da pirataria, a banda passa a gravar somente CDs promocionais. Lince deixa a banda e entra Vanessa Ville, a qual não demora muito tempo. A direção da banda então anuncia o retorno de Wenya.   

#### 2011-2013: Gravação do terceiro DVD, álbumBrasas Elétrico
Após participar da gravação dos CDs Promocionais de 2009 e 2010, Claudio Black deixa a banda e no seu lugar entra Paulo Bala, juntando-se a Zé Airton, Nerivaldo e Wenya. Em 2011, a banda grava seu terceiro DVD em Campina Grande, Paraíba. Wenya deixa a banda em definitivo e no ano seguinte e a direção traz Joelma Rios, ex-Caviar com Rapadura.
Em 2013, a banda lança o CD Promocional "Brasas Elétrico" como aposta para o carnaval. No final do ano, com a saída de Joelma Rios, entra Thays Oliveira. 

#### 2014: Gravação do quarto DVD
Em junho de 2014, a banda grava seu quarto DVD em Mossoró, Rio Grande do Norte e é lançado também o CD promocional "Brasas Canta Vaquejada". Thays deixa a banda e entra Jack Lins. A partir de outubro de 2014, a direção decidiu por não contar mais com a presença de dançarinas em suas apresentações. 
No final do ano, a direção da empresa anuncia em suas redes sociais o retorno de Leandro Mendes. Nerivaldo deixa a banda logo em seguida. Logo depois, Zé Airton e Paulo Bala também pedem demissão e a banda a frente da banda fica temporariamente apenas com Leandro Mendes e Jack Lins. Zé Airton e Paulo Bala são convencidos pela direção da banda e retornam aos vocais. Jack Lins é demitida e Michelle Torres é contratada. 

### 2015-2019: Gravação do quinto DVD, retorno de Assum Preto,TOP 50eAcústico Imaginare videoclipes
Em junho de 2015 com a saída da cantora Michelle Torres, a direção da banda resolve apostar em uma formação somente com vozes masculinas. No mês seguinte o cantor Leandro Mendes também deixa a banda. Para completar o quadro de vocalistas a direção da banda resolveu apostar em um jovem talento. Tratava-se do cantor Wesley Ribeiro, ex-Forró do Skenta. Em novembro do mesmo ano, Paulo Bala é demitido e a direção anuncia o retorno de Assum Preto. No final do mesmo ano de 2015, a banda Brasas do Forró gravou seu quinto DVD, no Sítio Siqueira em Fortaleza. O show, em comemoração aos 25 anos de carreira, trouxe diversas participações especiais, como Gaúcho da Fronteira, Novinho da Paraíba, dentre outros.
Em 2017 a banda lançou o álbum "Top 50 - Greatest Hits" que reúne os 50 maiores sucessos da banda.
Em 2018, a banda lançou o projeto ''Acústico Imaginar'', um compilado de alguns dos maiores sucessos do grupo em formato acústico. Metade das faixas foi gravada apenas com acompanhamento de piano, enquanto a outra metade recebeu arranjos no estilo xote, com sanfona, zabumba e triângulo. O trabalho foi disponibilizado inicialmente na internet e, posteriormente, lançado em formato de CD e DVD promocionais.
Em 2019 a banda Brasas do Forró gravou dois clipes, um com a participação de Zé Cantor, na música "Fundo do Poço" (interpretada por Assum Preto) e o outro com a participação de Júnior Vianna na música "CPF do Vaqueiro" (interpretada por Wesley Ribeiro).

### 2020: Prejuízos financeiros causados pela pandemia daCovid-19 no Brasil
Sem eventos, por conta de decretos no estado do Ceará e em outros estados do Nordeste do Brasil contra aglomerações, o grupo pôs à venda o seu ônibus, em março de 2021. Ivanilson Tavares, empresário da banda, conta que desde o início da pandemia, o grupo de forró vendeu um caminhão, um carro particular e um terreno para poder honrar com compromissos financeiros da banda.

### 2021-2023: Wesley Ribeiro deixa a banda, chegada de Piu Cantor
No dia 2 de abril de 2021, os vocalistas Zé Airton e Wesley Ribeiro deixam a banda. O comunicado foi feito através das redes sociais dos mesmos. Em agosto de 2023, a banda anuncia o retorno de Zé Airton e, duas semanas depois, a contratação de Piu Cantor, retomando o trio masculino de vocalistas.

### 2024: Saída de Piu Cantor, chegada de Rafael Bessa
Em maio de 2024, a direção da banda anuncia a contratação de Rafael Bessa. Sua estréia aconteceu na abertura do São João de Campina Grande do mesmo ano. Durante o mês junino, Piu Cantor deixa a banda. O trio de cantores, agora formado por Zé Airton, Assum Preto e Rafael Bessa, permanece até os dias atuais.

### 2025: Gravação do audiovisual em comemoração aos 35 Anos de carreira
No início de 2025, a banda, que entrou para o casting da Camarote Shows, empresa responsável por gerenciar carreiras de grandes nomes da música nacional, como Wesley Safadão, Natanzinho Lima, Murilo Huff e Taty Girl, dentre outros. A banda Brasas do Forró fez uma grande celebração para marcar seus 35 anos de história. No dia 15 de Fevereiro de 2025, o grupo gravou seu projeto audiovisual, intitulado "Brasas do Forró – 35 anos: Uma História de Sucesso", reunindo grandes artistas e convidados especiais no Rancho do Poço Maraponga, em Fortaleza. 
Dentre as participações especiais, estiveram presentes: Tarcísio do Acordeon, Dorgival Dantas, Raí Saia Rodada, Rey Vaqueiro, Gleydson Gavião, Cavaleiros do Forró e Iguinho & Lulinha.

## Influenciados
A banda Brasas do Forró representa, ao longo de sua história na música brasileira, uma contribuição significativa para a evolução do forró eletrônico. Os maiores influenciados ao longo dos últimos anos — embora tenham dado uma nova roupagem ao estilo forronerão — são: Xand Avião e Wesley Safadão.

## Formação atual
- Assum Preto / Zé Airton / Rafael Bessa - voz
- Jorge - sanfona
- Jarbas - guitarra
- Berg Bass - contrabaixo
- Dieguinho Silva - bateria
- Naiano - percussão
- Turinha - teclados
- Fran Sax - saxofone

## Ex-integrantes (Vocalistas)
- Ventura Neto (1992-1999) "In Memoriam"
- Toca do Vale (1997-1999)
- Marileide (1997-2003)
- Helio Barbosa (2001-2005) "In Memoriam"
- Marli Nogueira (2002-2005)
- Junior Raidan (2005)
- Claudio Black (2005-2011)
- Lince Bass (2009)
- Vanessa Ville (2010)
- Wenia Araújo (2005-2012)
- Mannu Castro (2012)
- Joelma Rios (2013)
- Thays Oliveira (2014)
- Nerivaldo Bezerra (2004-2014)
- Jack Lins (2014)
- Michelle Torres (2015)
- Leandro Mendes (2003 e 2015)
- Paulo Bala (2011-2015)
- Wesley Ribeiro (2015-2021)
- Piu Cantor (2023-2024)